# 馬拉加足球俱樂部
馬拉加足球俱乐部（西班牙語：Málaga Club de Fútbol）是一家位於西班牙安達魯西亞自治區馬拉加市的足球俱樂部，為西班牙足球乙级联赛的球隊之一，成立於1948年，1999年首次升上西甲。球隊主場拿羅沙里達球場可容納 28,963 人。

## 歷史
1948年成立的馬拉古埃諾競技隊（Atletico Malagueno）是現在球隊的前身。起初，球隊只是作為當時馬拉加競技隊（Club Deportivo Malaga）的一個附屬，1992年夏天，馬拉加競技隊解體之後，馬拉古埃諾競技隊註冊自己的所有權，並且取代馬拉加競技成為馬拉加球隊的代表。
1992/1993賽季球隊從丁級聯賽開始拼搏，當年就成功晉級打入丙級聯賽，但是1993/1994賽季球隊又因為財政問題再次回到丁級聯賽。1994/1995賽季直到Federico Beltran和Fernando Puche管理球隊之後，才漸漸改變了球隊的困境。經過短短四年的努力，1999/2000賽季馬拉加終於打入西班牙頂級聯賽，並且一鳴驚人，在2000/2001賽季他們差點就打入聯盟杯。
2001/2002賽季球隊仍然表現的相當不錯，球隊有了進軍歐洲賽場的一線希望，他們不負眾望，拿下第二個賽季初開始的國際托托杯冠軍，如願以償打入聯盟杯，並且一路過關斬將進入八強，雖然最終被葡萄牙的博阿維斯塔淘汰，但是他們的表現還是得到了一致的肯定。
由於球隊的財政問題一直沒能徹底解決，他們也就不得不依靠變賣球星來維持球隊的運作，儘管如此，他們依然培養出了相當多優秀的選手。並且時常成為西班牙豪門的惡夢。
2010年6月，卡塔爾酋長阿爾塔尼出資4,200萬歐元收購球队，這也是西班牙史上首支被阿拉伯人收購的球隊。阿爾塔尼還接收了球會的所有債務，從而拯救了已陷入財政困難的馬拉加。石油大亨的入主也讓俱樂部立馬變得財大氣粗，並開始在轉會市場投入大筆資金購買新球員，準備全方位改造馬拉加，因而有「西甲曼城」的稱號。

## 著名球員
- 馬菲臣（Joris Mathijsen）
- 杜拿蘭（Jérémy Toulalan）
- 馬利斯卡（Enzo Maresca）
- 艾利素（Eliseu）
- 祖利奧·巴迪斯達（Júlio Baptista）
- 捷西斯·加美斯（Jesús Gámez Duarte）
- 祖亞昆（Joaquín）
- 桑蒂·卡索拉（Santiago Cazorla）
- 拿祖·蒙利爾（Nacho Monreal）
- 伊斯高（Isco）

## 外部連結
- 馬拉加足球俱樂部官方網站 （页面存档备份，存于）